# Pithecanthropus Erectus
Pour l'hominidé fossile, voir Pithecanthropus erectus.
Albums de Charles Mingus
Chazz
Pithecantropus Erectus est un album de jazz écrit par Charles Mingus en 1956 et produit par Atlantic Records. Premier enregistrement majeur du contrebassiste, il fait suite à Blue Moods avec Miles Davis et Chazz. Cet album traduit le génie de son auteur en modifiant considérablement les règles du jazz.

## Artistes
- Contrebasse : Charles Mingus
- Batterie : Willie Jones
- Piano : Mal Waldron
- Saxophone alto : Jackie McLean
- Saxophone ténor : J. R. Monterose
- Trombone : probablement Jimmy Knepper (à vérifier)

## Titres
1. Pithecanthropus Erectus
2. A Foggy Day
3. Profile of Jackie
4. Love Chant